# Nikolaj Sinebrychoff
Nikolaj Sinebrychoff, född 1786, död 1848, kommerseråd från Helsingfors. Sinebrychoff förvärvade 1819 monopol på ölbryggning i Helsingfors och grundade ett framgångsrikt bryggeri vid Bulevarden i Sandviken i Helsingfors. Nikolai Sinebrychoff var ogift, och efter hans död övertogs bryggeriverksamheten av hans yngre bror Paul.
Bryggeriverksamheten lever idag vidare i bolaget Oy Sinebrychoff Ab, som bland annat producerar ölmärkena Koff, Karhu och Nikolai. 
Bredvid bryggeriet lät Sinebrychoff anlägga en park 1835 och uppföra ett ståtligt empirehus vid Bulevarden, som stod färdigt år 1842 och tjänade som representationshem och huvudkontor. I byggnaden finns idag det statliga Konstmuseet Sinebrychoff.